# 荷路夫バイパス
荷路夫バイパス（にちぶバイパス）は、福島県いわき市にある国道289号のバイパス道路である。

## 概要
国道289号は福島県が定めている縦、横計6本の県土軸の1本に数えられている重要な路線の一つであるが、このうちいわき市田人町荷路夫地内の入旅人川に沿う区間においては、最小幅員3.5mと狭隘な急カーブ、急勾配区間が続き、自動車交通の安全の妨げとなっており幹線道路として機能していない状態であった。1999年7月5日に根室トンネルを含む980mが開通し、根室トンネルから西側の1,500mが根室工区として1999年度に事業化、更に西側の新道建設区間3,800mが荷路夫バイパスとして2001年度に事業化され、2010年（平成22年）10月3日にともに全線開通した。建設にあたっては旧道から北に延びる大柴沢林道から東西に1号、2号工事用道路が建設された。なお、旧道は現在廃道となっている。
当バイパス周辺は豊富な自然が残っている地域であり、鮫川支流の水源域でもあるため自然環境には細心の注意が払われた。また、「荷路夫エコロード」として、植生や野生生物の交通からの安全が図られるよう2004年度より行政、専門家だけでなくNPOや地域住民とともに道作りが行われた。当路線の盛り土部分には動物が路面を横断せずくぐれるようにトンネルが整備されたほか、沢との交差地点では従来のボックスカルバートではなく基礎面積が狭く工事の難しいアーチバスを用いることで自然に近い川床を保全し、水棲生物の生息環境を維持している。

### 路線データ
- 起点：いわき市田人町旅人字古田
- 終点：いわき市田人町荷路夫
- 全長：3,800m（根室工区L=1,500mは含まない）
- 全幅：6.5m（9.0～11.0m）

### 道路設備
朝日トンネル
- 全長：1,175.0m
- 幅員：6.5（9.0）m
- 有効高：4.7m
- 工法：NATM工法（補助ベンチ付き全断面工法・上半先進ベンチカット工法）
- 施工：福浜大一建設・クレハ・錦興業特定建設工事共同企業体
- 竣工：2010年2月

事業化時の名称は1号トンネル。2008年1月28日に起工され、2009年7月27日に貫通、2010年10月3日に開通した。土被りの浅い部分や坑口付近の対策工としてアンブレラ工法が用いられた。総工費は20億円。
朝日橋
- 全長：80.0m
  - 主径間：39.35m
- 幅員：6.5（9.0）m
- 形式：2径間鋼連続非合成鈑桁橋
- 竣工：2007年度
- 施工：矢田工業

事業化時の仮称は1号橋。起点部分に道路情報ライブカメラが設置されている。総工費は2億7100万円。
貝泊大橋
- 全長…331.0m
  - 主径間…56.0m
- 幅員…9.0m[7]
- 形式…6径間鋼連続2主箱非合成箱桁橋
- 竣工…2009年2月27日
- 施工…川田・佐藤・古川特定建設工事共同企業体[8]

事業化時の名称は2号橋。大柴沢とそれに沿う大柴沢林道に架かる。半径213mのカーブを描く線形であり、桁下高さは最大約47mを有する。桁下高さの問題に加え、自然環境への配慮から地山に影響をなるべく与えない為に、また起点側半分の桁下部のほとんどが急斜面でありクレーンなどの重機の設置に向かないことから、終点部を地組、ヤードとする「手延べ機械による送り出し工法」によって建設された。更に支間長と曲線半径により求められる係数が難工事が予想される12.25を超える14.7であり、縦断勾配に加えカントのための横断勾配も加わる三次元形状の橋梁であるために、建設にあたっては橋本体と施工設備に関して安全性に対する検討が多数行われた。橋脚の深礎杭工のための立坑には新オーストリアトンネル工法が用いられた。総工費は13億3千万円。
荷路夫トンネル
- 全長：742.0m
- 幅員：6.5（9.0）m
- 有効高：4.7m
- 工法：NATM工法（補助ベンチ付き全断面工法・上半先進ベンチカット工法）
- 施工：錦興業・福浜建設特定建設工事共同企業体
- 竣工：2007年3月

事業化時の名称は2号トンネル。2004年12月27日に起工され、2006年7月3日に貫通、2010年10月3日に開通した。総工費は18億円。